# Săliștioara
Săliștioara – wieś w Rumunii, w okręgu Hunedoara, w gminie Vălișoara. W 2011 roku liczyła 215 mieszkańców.